# انجمن هم‌هوایی آمریکا

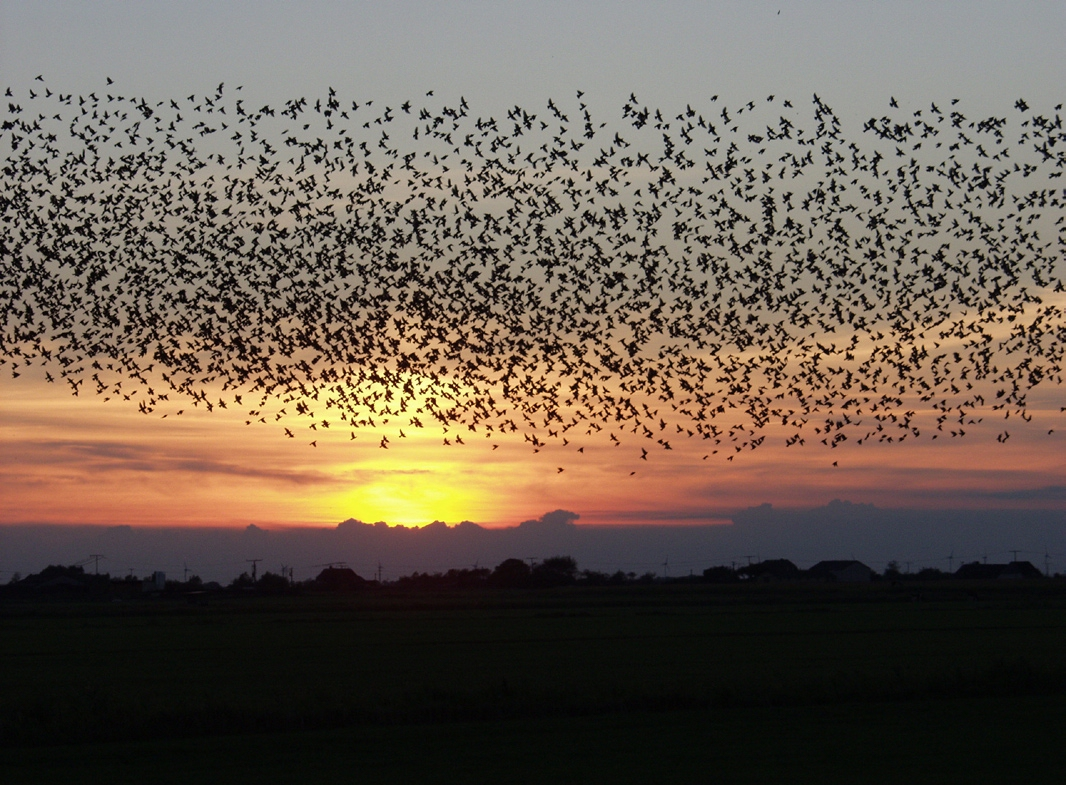
دسته‌ای از سارها در دانمارک. گله‌هایی با این اندازه و بزرگتر پس از معرفی موفقیت‌آمیز این گونه در قرن نوزدهم در آمریکای شمالی رایج هستند.

انجمن آمریکایی سازگاری با محیط زیست، گروهی بود که در سال ۱۸۷۱ در شهر نیویورک تأسیس شد و به معرفی گیاهان و جانوران اروپایی به آمریکای شمالی به دلایل اقتصادی و فرهنگی اختصاص داشت. در اساسنامه این گروه توضیح داده شده بود که هدف آن معرفی «گونه‌های خارجی از قلمرو حیوانات و گیاهان است که ممکن است مفید یا جالب باشند.» مانند سایر انجمن‌های سازگاری با محیط، تلاش‌های انجمن سازگاری آمریکا بر تاریخ طبیعی آمریکای شمالی تأثیر گذاشت، به‌ویژه به دلیل موفقیت آن در معرفی گونه‌های مهاجم پرندگان.

## پیشینه
در سال ۱۸۵۴، Société zoologique d'acclimatation توسط طبیعت‌شناس فرانسوی ایزیدور جفروی سنت هیلر در پاریس تأسیس شد که رساله‌اش در سال 1849 Acclimatation et domestication des animaux utiles («سازگاری و اهلی‌سازی حیوانات مفید») دولت فرانسه را ترغیب کرده بود که حیوانات خارجی را معرفی کند و در صورت لزوم، به صورت گزینشی پرورش دهد تا هم گوشت و هم آفات را تأمین کند. این گروه الهام‌بخش تشکیل گروه‌های مشابه در سراسر جهان، به ویژه در کشورهایی که توسط اروپایی‌ها استعمار شده بودند، شد. جان مرزلاف، دانشمند حیات وحش، می‌نویسد که انگیزه‌های علاقه‌مندان به سازگاری با محیط در قرن نوزدهم عمدتاً فرهنگی بود: «مهاجران اروپای غربی گونه‌های زیادی را در سراسر جهان معرفی کردند زیرا می‌خواستند پرندگان سرزمین مادری خود را در محیط جدید خود داشته باشند.»

## تأسیس
حتی قبل از تأسیس انجمن آمریکایی، ساکنان ثروتمند نیویورک و طبیعت‌گرایان عمداً به دنبال معرفی حیوانات خارجی بودند. در سال ۱۸۶۴، مأموران پارک مرکزی، گنجشک‌های جاوا، گنجشک‌های خانگی، گنجشک‌های سهره و توکای سیاه را به پارک معرفی کردند. گزارش شده است که گنجشک‌های اروپایی «به طرز شگفت‌انگیزی تکثیر شده‌اند». آنها به سرعت به یکی از رایج‌ترین پرندگان در نیویورک تبدیل شدند، هرچند به نظر نمی‌رسید بقیه به این خوبی باشند. پس از تأسیس انجمن، چنین تلاش‌هایی دو چندان شد. در جلسه سالانه این گروه که در سال ۱۸۷۷ در آکواریوم بزرگ نیویورک برگزار شد گزارش شد که رهاسازی ۵۰ جفت چکاوک انگلیسی در پارک مرکزی تنها موفقیت نسبی داشته است، زیرا بیشتر آنها از رودخانه شرقی عبور کرده و در نیوتاون و کانارسی در بروکلین اقامت گزیده‌اند. در این جلسه، به رهاسازی اخیر سارهای اروپایی، فنچ‌های ژاپنی و قرقاول‌ها در پارک اشاره شد. جلسه با تصمیم گروه برای معرفی بیشتر چکاوک‌ها، چکاوک‌های آسمانی، سینه سرخ‌های اروپایی و چرخ ریسک‌ها - «پرندگانی که برای کشاورز مفید بودند و به زیبایی بیشه‌ها و مزارع کمک می‌کردند» - در شهر به پایان رسید.

## اعضای برجسته
تا سال ۱۸۷۷، یوجین شیفلین، داروساز نیویورکی، رئیس انجمن بود. یکی دیگر از اعضای برجسته این انجمن، آلفرد ادواردز، تاجر ثروتمند ابریشم، بود که در اطراف منهتن قفس‌های پرنده می‌ساخت تا به پرورش گنجشک‌ها کمک کند.
برخی از روایت‌ها از تلاش‌های شیفلین ادعا می‌کنند که او تصمیم گرفته بود که به عنوان یک هدف زیبایی‌شناختی، سازمان باید هر گونه پرنده‌ای را که در آثار شاعر ذکر شده است، معرفی کند. با این حال، مورخان متعددی این ادعا را رد کرده‌اند، زیرا هیچ منبع معاصری ادعای ارتباط با شکسپیر را تأیید نمی‌کند. شاعر آمریکایی ویلیام کالن برایانت تلاش‌های شیفلین را تحسین کرد و شعر خود با عنوان «گنجشک دنیای قدیم» («یک مهاجر بالدار جای او را گرفته است/با توتون‌ها و مردان نژاد سلتی») را پس از گذراندن یک شب با شیفلین، که تازه محموله‌ای از گنجشک‌ها را در حیاط خود رها کرده بود، سرود. خود شیفلین توسط زیست‌شناسان مدرن به عنوان «در بهترین حالت یک فرد عجیب و غریب و در بدترین حالت یک دیوانه» دیده می‌شود.

## برخورد و سارها
سارها تا اواسط دهه ۱۸۷۰ در ایالات متحده معرفی شده بودند. انجمن آمریکایی سازگاری با محیط زیست، در سال‌های ۱۸۹۰ و ۱۸۹۱، ۱۰۰ سار دیگر به این تعداد اضافه کرد تا اوایل قرن بیست و یکم، بیش از ۲۰۰ میلیون سار اروپایی در سراسر ایالات متحده، مکزیک و کانادا پراکنده شده بودند. مدت‌هاست که تصور می‌شود رقابت تهاجمی آنها برای لانه‌سازی، عامل فروپاشی برخی از جمعیت‌های پرندگان بومی، از جمله پرنده ایالتی نیویورک، یعنی مرغ آبی شرقی، است، اگرچه برخی تحقیقات نشان داده‌اند که این امر بعید است، مگر در مورد ساپساکرها. سار اروپایی به دلیل نقشش در کاهش گونه‌های بومی محلی و خسارات وارده به کشاورزی، در فهرست اتحادیه بین‌المللی حفاظت از طبیعت از ۱۰۰ گونه مهاجم جهان قرار گرفته است.
عمدتاً به دلیل گسترش سار اروپایی، مقاله‌ای در سال ۲۰۰۷ در روزنامه سانفرانسیسکو کرونیکل (که معرفی گوزن زرد به ساحل ملی پوینت ریس را به سخره می‌گرفت) این انجمن را «داستان عبرت‌آموز و متعارف آلودگی بیولوژیکی» نامید.